# Anisographe subpulchra
Anisographe subpulchra là một loài bướm đêm trong họ Geometridae.